# Milano-Vignola 1972
La Milano-Vignola 1972, ventesima edizione della corsa, si svolse il 25 aprile 1972 per un percorso totale di 204,5 km, con partenza da Rogoredo ed arrivo a Vignola. La vittoria fu appannaggio del belga Julien Van Lint, il quale completò la gara in 5h53'00", alla media di 34,759 km/h, precedendo l'italiano Mauro Simonetti ed il connazionale Julien Stevens.

## Ordine d'arrivo (Top 10)
| Pos. | Corridore           | Squadra    | Tempo    |
| ---- | ------------------- | ---------- | -------- |
| 1    | Julien Van Lint     | Dreher     | 5h53'00" |
| 2    | Mauro Simonetti     | Ferretti   | s.t.     |
| 3    | Julien Stevens      | Dreher     | s.t.     |
| 4    | Vittorio Cumino     | Filotex    | s.t.     |
| 5    | Guido Van Sweevelt  | Van Cauter | a 3'05"  |
| 6    | Romano Tumellero    | Dreher     | s.t.     |
| 7    | Wilmo Francioni     | Ferretti   | s.t.     |
| 8    | Pierfranco Vianelli | Dreher     | s.t.     |
| 9    | Arnaldo Caverzasi   | Filotex    | s.t.     |
| 10   | Alberto Tazzi       | Van Cauter | s.t.     |